# 印度尼西亞—塞爾維亞關係
印度尼西亞－塞爾維亞关系（塞爾維亞語：Односи Србије и Индонезије, 印尼语： Hubungan Indonesia dengan Serbia）建立于1954年，其法律框架继承自南斯拉夫时代。印度尼西亚在贝尔格莱德设有大使馆，并兼辖黑山。塞尔维亚在雅加达也设有大使馆，并兼辖东南亚除了缅甸、老挝之外的所有国家。这两个国家都是不结盟运动的创始国。

## 历史

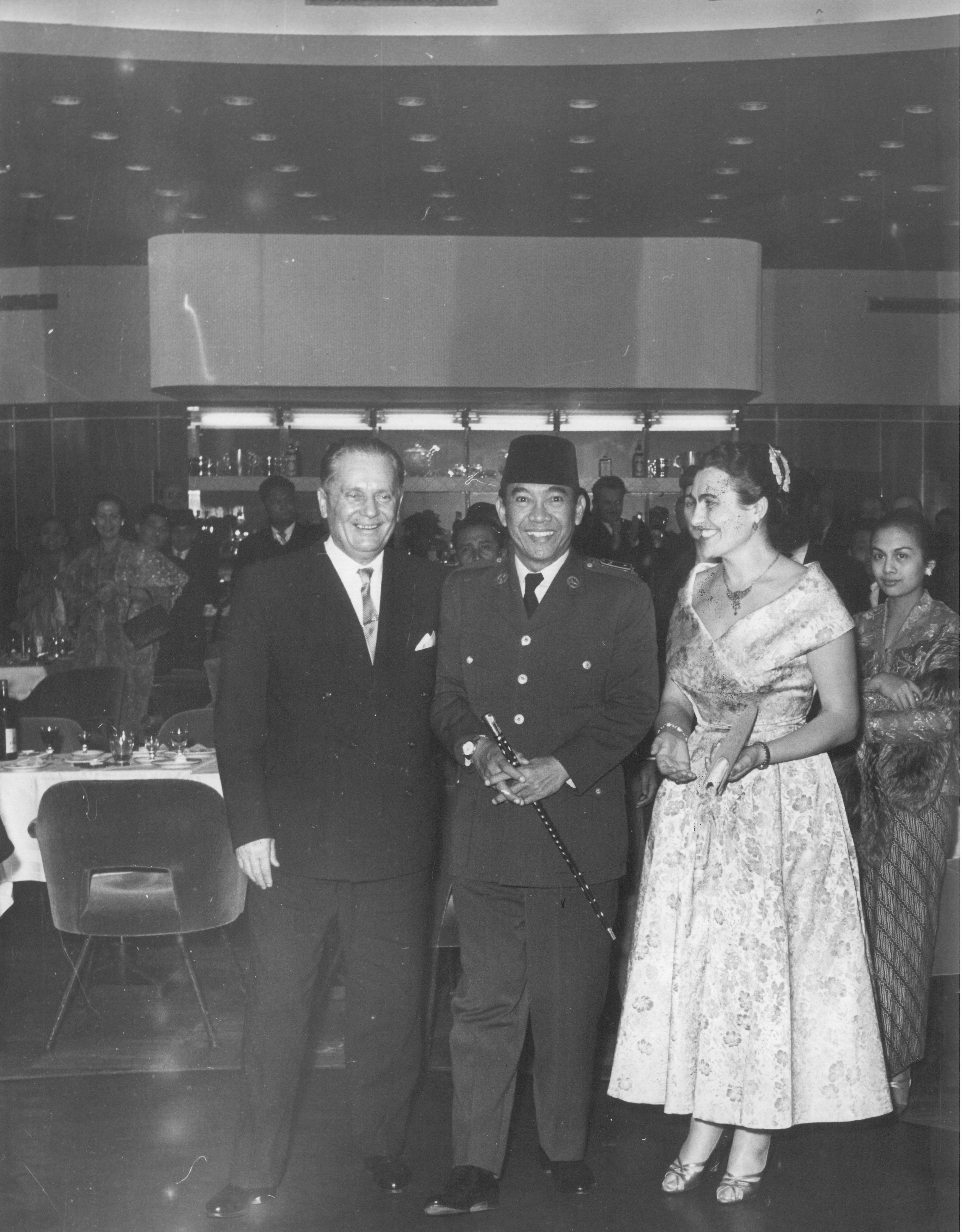
铁托和苏加诺

两国关系于1954年正式建立。印度尼西亚和塞尔维亚之间的历史政治联系是不结盟运动。印度尼西亚第一任总统苏加诺和南斯拉夫总统约瑟普·布罗兹·铁托是1961年不结盟运动的创始人。
在南斯拉夫解体后，在1992-1995年波斯尼亚战争之后，双边关系跌至最低水平。印度尼西亚作为世界上最大的穆斯林人口国家，谴责塞尔维亚人基于种族和宗教对波斯尼亚穆斯林犯下的种族清洗罪行，一些印尼穆斯林和波斯尼亚穆斯林也因此展现出共享和团结精神。
2000年，双边关系恢复正常。2008年，印度尼西亚支持塞尔维亚的民族完整，不承认科索沃从塞尔维亚独立。然而，印度尼西亚敦促塞尔维亚始终以和平方式通过对话解决科索沃的冲突和分裂问题。

## 贸易
2004年双边贸易额为1500万美元，2008年增至5000万美元。2012年，印尼与塞尔维亚双边贸易额达到4090万美元。贸易差额对印度尼西亚十分有利，印度尼西亚对塞尔维亚的出口为3 390万美元，而塞尔维亚的出口为700万美元。印度尼西亚对塞尔维亚的出口包括纺织品和农产品，而塞尔维亚对印度尼西亚的出口包括机械、化学品和医疗器械。

## 旅遊

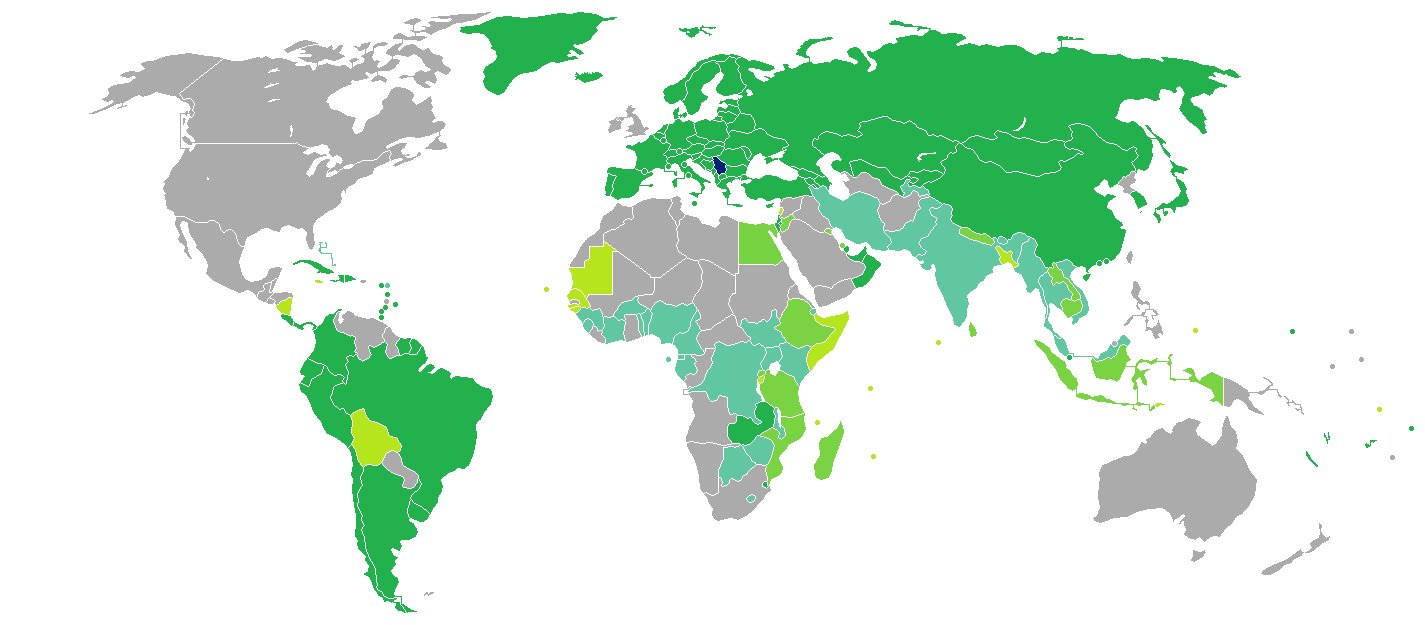
持塞爾維亞護照的塞爾維亞公民可以免簽證的方式入境印尼。

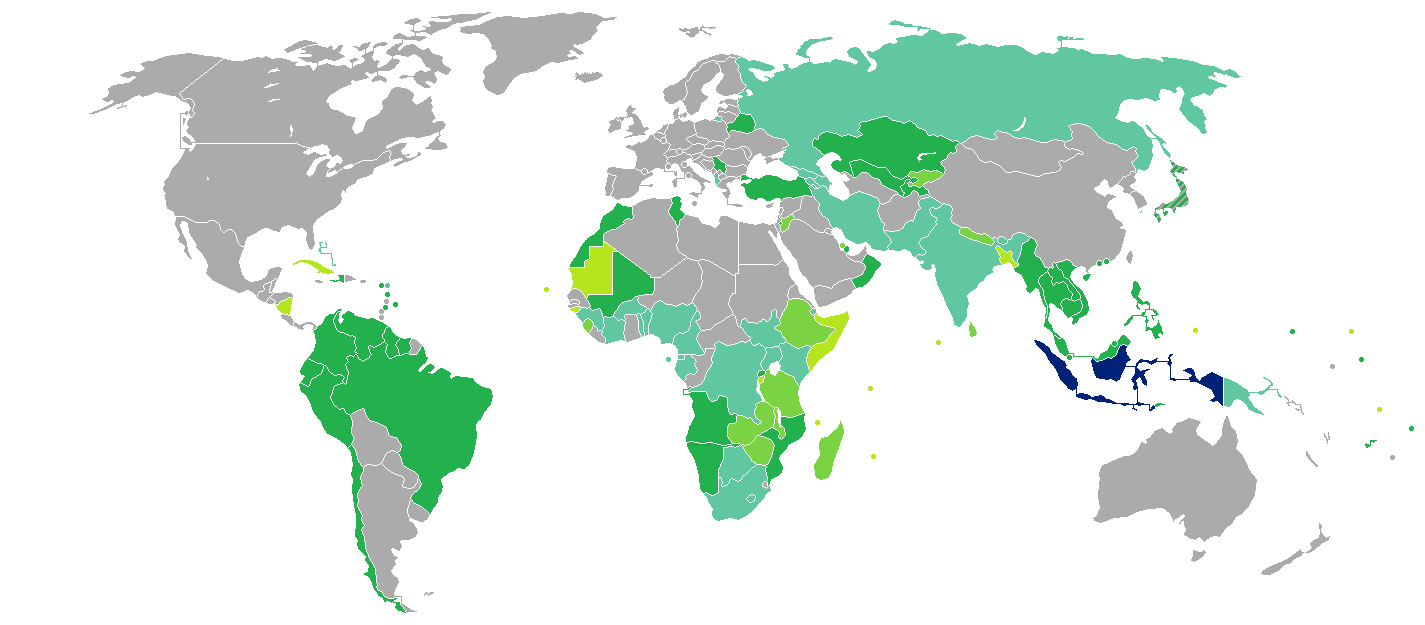
持印尼護照的印尼公民可以免签证的方式入境塞爾維亞。

自2015年12月21日起，持塞爾維亞護照的塞尔维亚公民可以免签证从印尼政府指定的124个口岸入境，停留期为30天。
自2017年10月起，持印尼護照的印尼公民可以免签证入境塞尔维亚，1年内可以停留30天。如进入科索沃则必须申请签证，若印尼公民同时持有申根签证，则可免签证入境科索沃15天，持印尼公務及外交護照者则免簽證。

## 合作
印度尼西亚和塞尔维亚同意在军事工业方面建立合作关系。
合作还包括其他领域，如旅游和文化。2014年2月25日，在贝尔格莱德举行的第36届国际旅游博览会上，为纪念印尼与塞尔维亚建交60周年，举办了“印度尼西亚文化之夜”活动。以印尼传统舞蹈、展览和蜡染时装表演为特色的文化表演。